# Pentylmagnesiumbromid
Pentylmagnesiumbromid ist eine chemische Verbindung und metallorganisches Reagenz (Grignard-Verbindung).

## Herstellung
Pentylmagnesiumbromid kann ausgehend von 1-Brompentan hergestellt werden. Dazu wird dieses in Diethylether und in Gegenwart einer kleinen Menge Iod mit Magnesiumspänen umgesetzt.

## Reaktionen
Pentylmagnesiumbromid wurde beispielsweise für die Synthese von Insektenpheromonen eingesetzt, darunter Methyl-(2E,4Z)-deca-2,4-dienoat und Muscalure, dem Sexpheromon der weiblichen Stubenfliege. Durch Reaktion von Pentylmagnesiumbromid mit Triethylorthoformiat wird 1,1-Diethoxyhexan erhalten, dessen Hydrolyse mit wässriger Schwefelsäure Hexanal ergibt.